# えの素トリビュート
『えの素トリビュート』（えのもとトリビュート）は、榎本俊二の漫画『えの素』を好きな漫画家が推薦するエピソード、および自作の「えの素」を描いた漫画である。

## 概要
2006年10月、講談社KCDXにて出版された。ISBN 4063722317

## 執筆者
- カラーピンナップ

寺田克也
竹谷隆之
- 漫画ほか

吉田戦車
小田扉
山下和美
王欣太
上條淳士
岩館真理子
芦奈野ひとし
沙村広明
美川べるの
上野顕太郎
鶴巻和哉
阿部和重
メビウス
寺田克也
竹谷隆之
鶴田謙二
白石昌則
実川ジツ子
あさりよしとお
横山プロダクション
manzo
末永直海
耕野裕子 ※榎本の妻
萩尾望都
- 座談会

榎本俊二ｘ吉田戦車ｘ上野顕太郎ｘ小田扉
- 解説

藤沢学